# 薬師 (鹿児島市)
薬師（やくし）は、鹿児島県鹿児島市の町丁。旧薩摩国鹿児島郡鹿児島城下薬師馬場町、鹿児島市薬師馬場町、鹿児島市薬師町。郵便番号は890-0042。人口は3,211人、世帯数は1,657世帯（2020年4月1日現在）。薬師一丁目及び薬師二丁目があり、薬師一丁目及び薬師二丁目の全域で住居表示を実施している。

## 地理
鹿児島市の中央部、甲突川下流域に位置している。町域の北方には城西、原良、南方には西田、常盤、東方には鷹師、新照院町、西方には常盤町が接している。
町域の北端に鹿児島高等学校、西部には鹿児島県立鶴丸高等学校があり、西端には鹿児島市立西田小学校が所在している。

### 町名の由来
「かごしま市史こばなし」によれば、薬草苑が現在の薬師町にあり、その苑内に薬師様が祀られていたことに由来しているとされている。

## 歴史

### 近代の薬師馬場町
江戸時代には薩摩国鹿児島郡鹿児島城下のうちで、薬師馬場町と称していた。西田町の北に御物方、兵具方に勤める下級武士の士屋敷として造られ、上級武士の屋敷も存在した。鷹師馬場町との境界には中ノ馬場、西には薬師馬場がありその間を永吉馬場が結んでいる。
明治時代初期には鹿児島府下のうちであり、士族が多く居住しており、平民は僅か5パーセントしか居住しておらず、武家町であった。

### 市制施行以後
1888年（明治21年）に公布された市制（明治21年法律第1号）に基づき、1889年（明治22年）2月2日に官報に掲載された「 市制施行地」（内務省告示第1号）によって鹿児島が市制施行地に指定された。3月5日には鹿児島県令第26号によって鹿児島郡のうち50町村が市制による鹿児島市の区域と定められ、4月1日に市制が施行されたのに伴い、鹿児島郡50町村（山下町、平之馬場町、新照院通町、長田町、冷水通町、上竜尾町、下竜尾町、池之上町、鼓川町、稲荷馬場町、清水馬場町、春日小路町、車町、恵美須町、小川町、和泉屋町、浜町、向江町、栄町、柳町、易居町、中町、金生町、東千石馬場町、西千石馬場町、汐見町、泉町、築町、生産町、六日町、新町、松原通町、船津町、呉服町、大黒町、堀江町、住吉町、新屋敷通町、加治屋町、山之口馬場町、樋之口通町、薬師馬場町、鷹師馬場町、西田町、上之園通町、高麗町、下荒田町、荒田村、西田村、塩屋村）の区域より鹿児島市が成立した。それまでの薬師馬場町は鹿児島市の町「薬師馬場町」となった。「鹿児島のおいたち」によれば市制施行時の薬師町は田畑が広がる地域であったと記述されている。1899年（明治32年）1月9日には町名の改名が行われ、「薬師馬場町」より馬場の字を取り「薬師町」に改称した。
1913年（大正2年）2月に鹿児島県立第一鹿児島中学校（現在の鹿児島県立鶴丸高等学校の前身）が山下町から薬師町に移転し、同年7月には西田尋常小学校（現在の鹿児島市立西田小学校）が西田町から薬師町に移転した。1923年（大正12年）には鹿児島市会議員を務めていた津曲貞助が文部大臣の許可を受け鹿児島高等女学校（鹿児島高等学校の前身）を薬師町に設立し、同年12月には甲突川河畔に鹿児島実業学校（鹿児島実業高等学校の前身、現在の城西一丁目）が設立された。1929年（昭和4年）には新屋敷町から鹿児島和洋裁学校（のちの鹿児島照国高等学校、現在の鹿児島城西高等学校）が薬師町に移転した。
第二次世界大戦中の1945年（昭和20年）には薬師町附近一帯にアメリカ軍によって行われた空襲が行われ、6月17日に鹿児島高等女学校と鹿児島高等家政女学校、8月6日に鹿児島実業学校が校舎を焼失する被害を受けた。
1976年（昭和51年）7月5日に城西地区において住居表示が実施されることとなった。住居表示の実施に伴い町域の再編が実施され、鷹師町、薬師町の一部より「薬師一丁目」、薬師町、常盤町、西田町の一部より「薬師二丁目」が設置され、薬師町の一部が鷹師二丁目、城西一丁目及び城西二丁目の一部となった。また、この町域再編に伴って「薬師町」が廃止された。
1987年（昭和62年）には薬師一丁目に所在していた鹿児島城西高等学校が敷地が手狭となったことから日置郡伊集院町清藤（現在の日置市伊集院町清藤）に移転した。
2015年（平成27年）11月9日に薬師二丁目の一部が原良四丁目に編入され、同時に薬師二丁目の街区番号等の変更が行われた。

### 町・字域の変遷
| 変更後             | 変更年             | 変更前             |
| ------------------ | ------------------ | ------------------ |
| 薬師一丁目（新設） | 1976年（昭和51年） | 薬師町（一部）     |
| 薬師一丁目（新設） | 1976年（昭和51年） | 鷹師町（一部）     |
| 薬師二丁目（新設） | 1976年（昭和51年） | 薬師町（一部）     |
| 薬師二丁目（新設） | 1976年（昭和51年） | 常盤町（一部）     |
| 薬師二丁目（新設） | 1976年（昭和51年） | 西田町（一部）     |
| 城西一丁目（新設） | 1976年（昭和51年） | 鷹師町（一部）     |
| 城西一丁目（新設） | 1976年（昭和51年） | 薬師町（一部）     |
| 城西二丁目（新設） | 1976年（昭和51年） | 薬師町（一部）     |
| 城西二丁目（新設） | 1976年（昭和51年） | 原良町（一部）     |
| 鷹師二丁目（新設） | 1976年（昭和51年） | 鷹師町（一部）     |
| 鷹師二丁目（新設） | 1976年（昭和51年） | 薬師町（一部）     |
| 原良四丁目（編入） | 2015年（平成27年） | 薬師二丁目（一部） |

## 人口

### 町丁別
|            | 世帯数 | 人口  |
| ---------- | ------ | ----- |
| 薬師一丁目 | 698    | 1,172 |
| 薬師二丁目 | 959    | 2,039 |
| 計         | 1,657  | 3,211 |

### 人口推移
以下の表は国勢調査による小地域集計が開始された1995年以降の人口の推移である。
| 年                 | 人口  |
| ------------------ | ----- |
| 1995年（平成7年）  | 3,651 |
| 2000年（平成12年） | 3,498 |
| 2005年（平成17年） | 3,285 |
| 2010年（平成22年） | 2,889 |
| 2015年（平成27年） | 3,002 |

## 文化財

### 市指定
- 西田の田の神（有形民俗文化財（民俗資料））[31]

## 施設

### 公共
- 厚生労働省鹿児島労働局鹿児島労働基準監督署[32]

### 教育
- 鹿児島県立鶴丸高等学校[33]
- 学校法人津曲学園鹿児島高等学校[33]
- 鹿児島市立西田小学校[34]
- さみどり幼稚園[35]

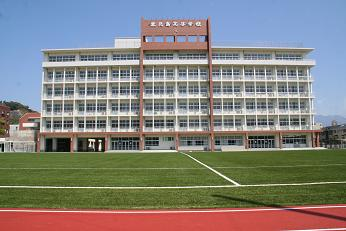
鹿児島高等学校
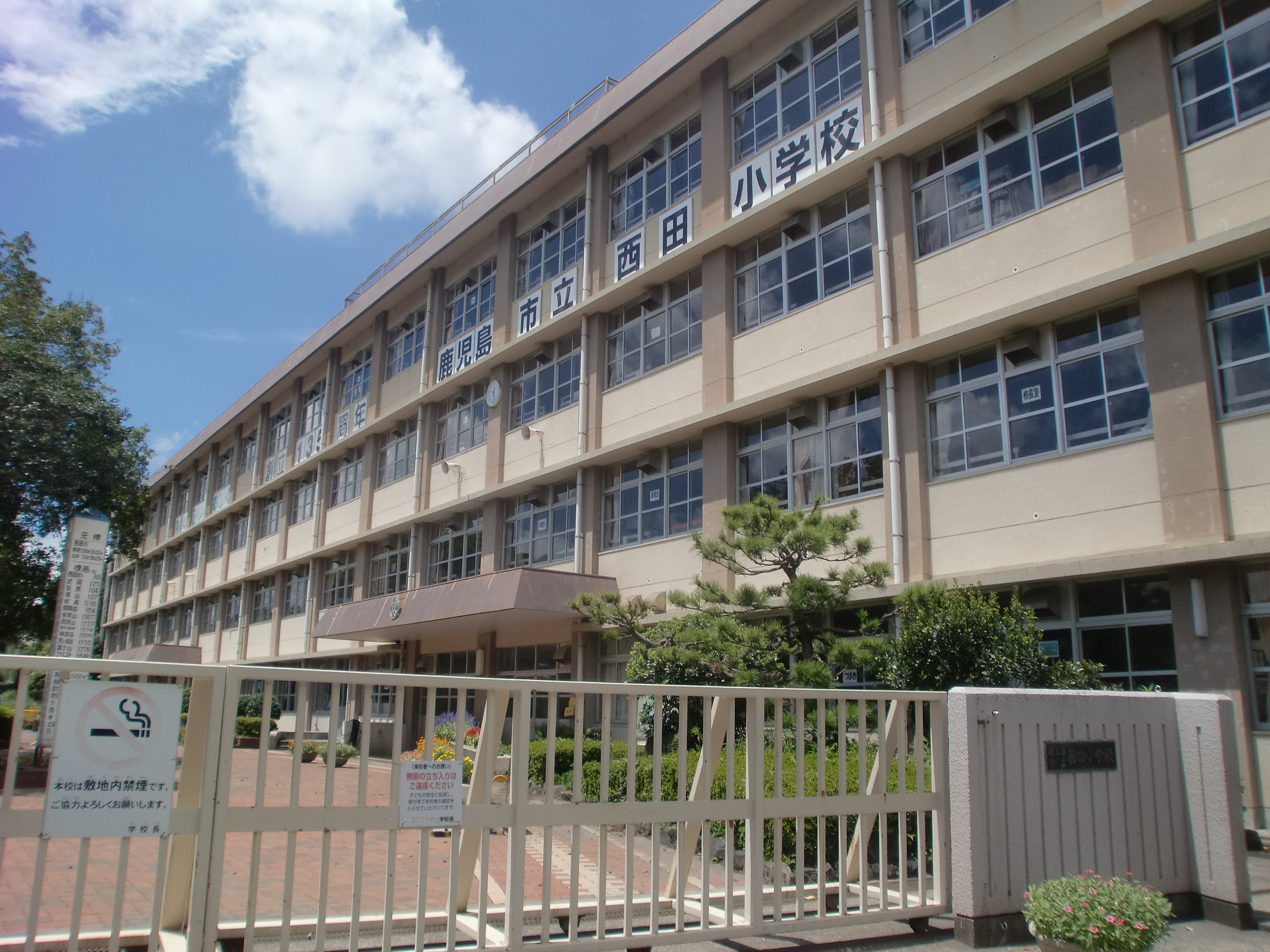
鹿児島市立西田小学校

## 小・中学校の学区
市立小・中学校に通う場合、学区（校区）は以下の通りとなる。
| 町丁       | 番・番地 | 小学校               | 中学校               |
| ---------- | -------- | -------------------- | -------------------- |
| 薬師一丁目 | 全域     | 鹿児島市立西田小学校 | 鹿児島市立城西中学校 |
| 薬師二丁目 | 全域     | 鹿児島市立西田小学校 | 鹿児島市立城西中学校 |

## 著名な出身人物
- 永山武四郎（陸軍軍人、北海道庁長官）[37]
- 稲盛和夫（京セラ・第二電電創業者）[38][39]

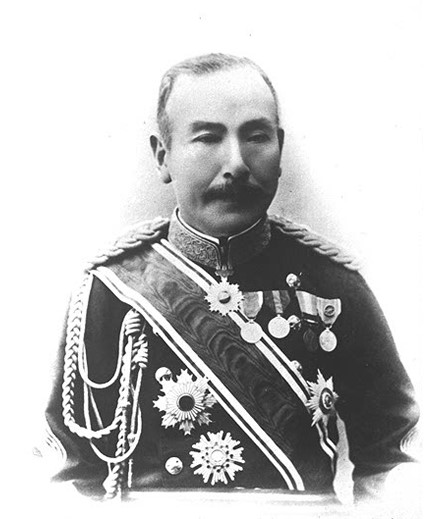
永山武四郎
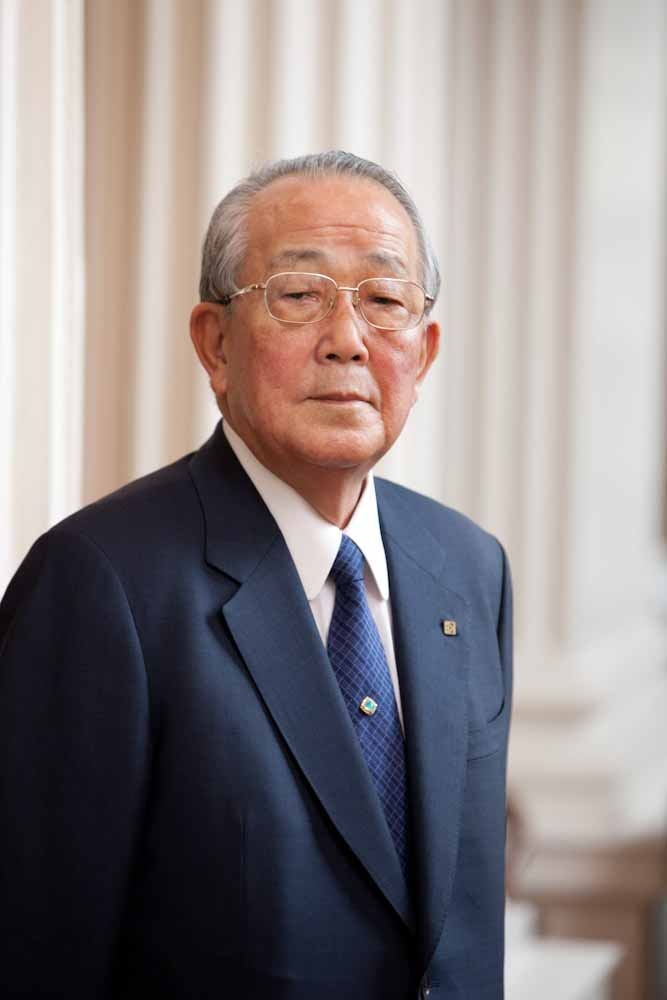
稲盛和夫